# 누쿠이 하야토
누쿠이 하야토(일본어: 温井 駿斗, 1996년 11월 14일 ~ )는 일본의 축구 선수이다.

## 구단 경력
그는 2015년부터 J리그의 세레소 오사카, 도치기 SC, 미토 홀리호크, 후지에다 MYFC, SC 사가미하라에서 뛰었다.